# Championnat d'Estonie de football 2019
Navigation
Meistriliiga 2018 Meistriliiga 2020
| \| Tallinn : Flora Tallinn Levadia Tallinn Nõmme Kalju JK Tallinna Kalev Tallinn Paide Kuressaare Tartu Narva Maardu Tulevik \| Localisation des clubs engagés dans le championnat. |
| Tallinn : Flora Tallinn Levadia Tallinn Nõmme Kalju JK Tallinna Kalev Tallinn Paide Kuressaare Tartu Narva Maardu Tulevik                                                           |

La saison 2019 du Championnat d'Estonie de football est la 29e de l'élite du football estonien. Les dix meilleurs clubs du pays sont regroupés au sein d'une poule unique où ils s'affrontent quatre fois, deux fois à domicile et deux fois à l'extérieur. En fin de saison, le dernier du classement est relégué et remplacé par le champion de deuxième division, tandis que le 9e affronte le vice-champion de D2 en barrage de promotion-relégation.
Le JK Nõmme Kalju est le champion sortant. Le FC Flora Tallinn est sacré champion pour la douzième fois de son histoire.

## Qualifications européennes
Le championnat délivre trois places pour les compétitions continentales : le champion d'Estonie se qualifie pour le premier tour préliminaire de la Ligue des champions de l'UEFA 2020-2021 tandis que les deuxième et troisième du classement obtiennent leur billet pour le premier tour (par la voie de la ligue) de la Ligue Europa 2020-2021. La troisième place en Ligue Europa est réservée au vainqueur de la Coupe d'Estonie, ou au 4e du classement final, si le vainqueur de la Coupe a terminé le championnat parmi les trois premiers.

## Participants
| Club                 | Dernière montée | Classement 2018 | Entraîneur           | Depuis | Stade                    | Capacité théorique |
| -------------------- | --------------- | --------------- | -------------------- | ------ | ------------------------ | ------------------ |
| Nõmme Kalju          | 2008            | 1er             | Sergueï Frantsev     | 2016   | Stade Hiiu               | 300                |
| Levadia Tallinn      | 1999            | 2e              | Aleksandar Rogić     | 2017   | Stade Kadriorg           | 5 000              |
| Flora Tallinn        | 1992            | 3e              | Jürgen Henn          | 2018   | A. Le Coq Arena          | 9 692              |
| Narva Trans          | 1992            | 4e              | Dmitrijs Kalašņikovs | 2019   | Stade Kreenholmi         | 1 065              |
| Paide Linnameeskond  | 2009            | 5e              | Vjatšeslav Zahovaiko | 2016   | Stade Paide              | 268                |
| Tammeka Tartu        | 2005            | 6e              | Kaido Koppel         | 2017   | Stade Tamme              | 1 750              |
| Tulevik Viljandi     | 2017            | 7e              | Sander Post          | 2018   | Viljandi linnastaadion   | 1 000              |
| JK Tallinna Kalev    | 2018            | 8e              | Aleksandr Dmitrijev  | 2018   | Kalevi Keskstaadion      | 11 500             |
| FC Kuressaare        | 2018            | 9e              | Jan Važinski         | 2017   | Kuressaare linnastaadion | 1 000              |
| Maardu Linnameeskond | 2019            | 1er (Esiliiga)  | Indrek Zelinski      | 2017   | Maardu linnastaadion     | 500                |

Légende des couleurs
- Premier tour de qualification de la Ligue des champions 2019-2020
- Premier tour de qualification de la Ligue Europa 2019-2020
- Promu d'Esiliiga 2018

## Compétition
Le classement est calculé avec le barème de points suivant : une victoire vaut trois points, le match nul un. La défaite ne rapporte aucun point.
Critères de départage :
1. Le moins de matchs annulés ou reportés ;
2. Le nombre général de victoires ;
3. Faces-à-faces ;
4. Différence de buts dans les faces-à-faces ;
5. Meilleure différence de buts générale ;
6. Nombre général de buts marqués

| Rang | Équipe                 | Pts | J  | G  | N  | P  | Bp  | Bc  | Diff |
| ---- | ---------------------- | --- | -- | -- | -- | -- | --- | --- | ---- |
| 1    | FC Flora Tallinn C     | 90  | 36 | 29 | 3  | 4  | 110 | 21  | +89  |
| 2    | FCI Levadia Tallinn    | 78  | 36 | 24 | 6  | 6  | 98  | 32  | +66  |
| 3    | JK Nõmme Kalju T       | 77  | 36 | 22 | 11 | 3  | 79  | 34  | +45  |
| 4    | Paide Linnameeskond    | 74  | 36 | 23 | 5  | 8  | 76  | 29  | +47  |
| 5    | JK Tammeka Tartu       | 49  | 36 | 14 | 7  | 15 | 57  | 62  | -5   |
| 6    | FC Narva Trans         | 48  | 36 | 13 | 9  | 14 | 57  | 49  | +8   |
| 7    | JK Tulevik Viljandi    | 28  | 36 | 7  | 7  | 22 | 35  | 75  | -40  |
| 8    | JK Tallinna Kalev      | 24  | 36 | 6  | 6  | 24 | 29  | 89  | -60  |
| 9    | FC Kuressaare          | 23  | 36 | 6  | 5  | 25 | 24  | 87  | -63  |
| 10   | Maardu Linnameeskond P | 17  | 36 | 4  | 5  | 27 | 30  | 118 | -88  |

|  | Qualification pour le 1er tour de qualification de la Ligue des champions de l'UEFA 2020-2021 |
|  | Qualification pour le 1er tour de qualification de la Ligue Europa 2020-2021                  |
|  | Participation au barrage de promotion-relégation                                              |
|  | Relégation en deuxième division                                                               |
|  | T : Tenant du titre P : Promu de D2                                                           |

source

### Matchs
| Résultats (▼dom., ►ext.) | FLO | KLV | KUR | LEV | MAA | NAR | NÕM | PAI | TAM | TUL | FLO  | KLV | KUR | LEV | MAA | NAR | NÕM | PAI | TAM | TUL |
| FC Flora Tallinn         |     | 6-0 | 5-0 | 1-3 | 6-0 | 2-2 | 0-1 | 4-1 | 4-1 | 2-0 |      | 5-0 | 7-0 | 2-1 | 3-0 | 1-0 | 1-1 | 1-0 | 0-1 | 3-0 |
| JK Tallinna Kalev        | 0-2 |     | 3-0 | 1-6 | 2-0 | 0-4 | 0-1 | 0-3 | 0-4 | 0-2 | 0-2  |     | 2-1 | 0-1 | 1-4 | 0-3 | 2-3 | 0-2 | 2-2 | 3-0 |
| FC Kuressaare            | 0-4 | 2-0 |     | 0-1 | 1-0 | 1-1 | 0-0 | 0-1 | 1-1 | 1-0 | 0-3  | 0-1 |     | 0-3 | 1-0 | 0-1 | 0-3 | 0-3 | 0-1 | 4-1 |
| FCI Levadia Tallinn      | 1-2 | 5-1 | 5-0 |     | 8-0 | 2-0 | 0-0 | 1-1 | 7-0 | 5-2 | 1-2  | 7-0 | 2-1 |     | 3-1 | 1-0 | 1-1 | 3-2 | 1-1 | 1-1 |
| Maardu Linnameeskond     | 3-8 | 0-0 | 1-0 | 1-6 |     | 0-1 | 0-5 | 1-4 | 2-1 | 0-0 | 0-12 | 2-2 | 2-1 | 1-4 |     | 1-3 | 1-4 | 2-4 | 0-1 | 2-2 |
| FC Narva Trans           | 0-1 | 2-2 | 0-0 | 1-2 | 5-1 |     | 0-0 | 0-1 | 2-5 | 0-1 | 0-1  | 2-0 | 4-2 | 1-3 | 5-2 |     | 1-1 | 0-1 | 3-2 | 3-2 |
| JK Nõmme Kalju           | 0-3 | 2-2 | 3-2 | 0-3 | 6-0 | 3-2 |     | 0-2 | 2-0 | 2-1 | 2-1  | 6-0 | 7-2 | 2-1 | 4-0 | 2-2 |     | 1-1 | 2-3 | 2-2 |
| Paide Linnameeskond      | 0-1 | 2-0 | 7-0 | 0-2 | 2-0 | 0-0 | 0-2 |     | 2-1 | 6-0 | 1-1  | 2-1 | 6-1 | 3-1 | 5-0 | 1-0 | 0-1 |     | 2-0 | 4-0 |
| JK Tammeka Tartu         | 0-2 | 2-0 | 1-1 | 1-2 | 2-2 | 1-2 | 0-0 | 0-3 |     | 0-1 | 1-6  | 2-2 | 4-0 | 1-1 | 2-0 | 6-4 | 1-2 | 3-2 |     | 1-3 |
| JK Tulevik Viljandi      | 1-3 | 1-2 | 1-2 | 0-3 | 2-0 | 1-1 | 2-3 | 2-2 | 0-4 |     | 0-3  | 1-1 | 3-0 | 0-3 | 2-1 | 0-2 | 0-3 | 1-2 | 0-1 |     |

### Barrage de relégation
À la fin de la saison, l'avant-dernier de Meistriliiga affronte la deuxième meilleure équipe d'Esiliiga (qui n'est pas une équipe réserve) pour tenter de se maintenir.
| Équipe               | Aller | Total | Retour | Équipe             |
| -------------------- | ----- | ----- | ------ | ------------------ |
| JK Vaprus Pärnu (D2) | 1 - 4 | 3 - 5 | 2 - 1  | (D1) FC Kuressaare |

## Bilan de la saison
| Championnat d'Estonie de football 2019  |                              |
| Champion                                | FC Flora Tallinn (12e titre) |
| Qualifications continentales            |                              |
| Ligue des champions de l'UEFA 2020-2021 | FC Flora Tallinn             |
| Ligue Europa 2020-2021                  | FCI Levadia Tallinn          |
| Ligue Europa 2020-2021                  | JK Nõmme Kalju               |
| Ligue Europa 2020-2021                  | Paide Linnameeskond          |
| Promotions et relégations               |                              |
| Promus en Meistriliiga                  | Tallinna JK Legion           |
| Relégués en Esiliiga                    | Maardu Linnameeskond         |